# M48
M48或梅西耶48，也以NGC 2548為人所知，是位於天球赤道上的星座，長蛇座的一個疏散星團。它位於長蛇座最西端的邊界附近，靠近麒麟座，位於長蛇座最亮的星宿一東方偏南，角距離18° 34′。這個星團是梅西耶在1771年發現的；但就像他在M47中所犯的相同錯誤，它沒有給出正確的位置。他給出的赤經值是正確的，但是赤緯偏離了5度，因此人們有時會將發現的功勞歸給在1783年看見它的卡羅琳·赫歇爾，她的姪子約翰·赫歇爾形容它是"一個很好的星團，填補了整個區域；恆星的亮度介於9〜13等，沒有更暗的星，但它所處的整個天空卻奇形怪狀的點綴著無數微小的。"
在良好的條件下，用肉眼可以直接观测到M48。它最亮的一顆星是8.3等的HIP 40348。星團位於離太陽 2,500光年之處。 以恆星等齡線估計它的年齡是4±1億年，以自轉測年法估計的年齡是4.5±0.5億年；算是相當一致。這使得他的年齡介於昴宿星團的一億年和畢宿星團的六億五千萬年之間。依據鐵豐度，[Fe/H]]= −0.063±0.007 dex，金屬豐度若為-1，則表示比太陽少10倍。它比昴宿星團、畢宿星團和鬼宿星團更缺乏金屬元素。
這個星團的潮汐半徑為63.3 ± 7.8 ly（19.4 ± 2.4 pc），至少有438個成員和質量為2,366 M☉。可能是由於和星系盤的相互作用，這個星團的結構呈現塊狀的碎片。現在，這個星團被分為三組，每一組都有自己集體的自行。

## 外部連結
- Messier 48, SEDS Messier pages （页面存档备份，存于）
- WikiSky上关于M48的内容：DSS2, SDSS, GALEX, IRAS, 氢α, X射线, 天文照片, 天图, 文章和图片